# Йоанидеви складове
Йоанидевите складове (на гръцки: Καπναποθήκη Ιωαννίδη) е емблематична индустриална сгради в македонския град Сяр, Гърция.

## Местоположение
Комплексът е разположен в североизточната част на града, в триъгълника № 75 между улиците „Константинополис“, „Амфиполис“ и „Орфеас“, до Дорфаневата къща.

## История
В 1923 година парцелът изгаря при пожар и триетажните складове са построени след това. Собственост са първоначално на парижкия евреин Спондис, представител на Френското тютюнево дружество.
В 1995 година складовете са обявени за паметник на културата, като „забележителни образци на складове, важни за изучаването на историята на архитектурата“.